# Ralph Flanagan (bigbandleider)

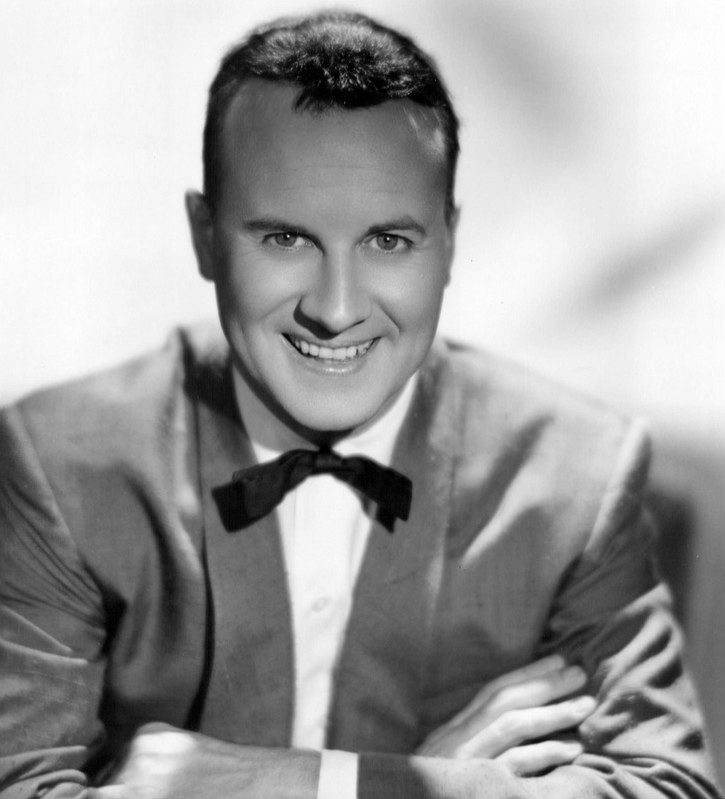
Ralph Flanagan (1956)

Ralph Flanagan, geboren als Ralph Elias Flenniken (Lorain, 7 april 1914 - Miami, 30 december 1995), was een Amerikaanse bigband-leider, pianist, componist en arrangeur in de swing en populaire muziek.
Flanagan speelde en arrangeerde in de band van Sammy Kaye (1937-1941) en werkte daarna als arrangeur voor onder meer Charlie Barnet, Boyd Raeburn, Tony Pastor en, vanaf 1946, voor zanger Perry Como. In dat jaar benaderde hij ook producer Herb Hendler die bij Rainbow Records werkte met het idee platen te maken in de stijl van Glenn Miller, met enkele oudgedienden van de omgekomen bandleider, zoals Bobby Hackett. Er werden zo'n tien nummers opgenomen, waaronder twee songs van Flanagan. In 1949 besloot RCA Victor, waar Hendler inmiddels werkte, eigen bands te formeren voor opnames en zo werd Flanagan in 1949 de leider van een orkest dat nummers in een Miller-achtige sound opnam. Met deze groep maakte Flanagan talrijke platen, zoals de hits 'Rag Mop', 'Hot Toddy' en 'Flanagan's Boogie". Met de standard 'I Should Care' haalde zijn band in 1952 de vierde plaats op de Amerikaanse hitlijsten. Zijn populariteit in het begin van de jaren vijftig kwam ook tot uitdrukking in enkele eerste plaatsen op polls in de categorie 'beste band'. Naast platen maken toerde Flanagan ook met zijn orkest. Vocalisten in zijn groep waren onder meer Harry Prime, Peggy King en Rita Hayes. 

## Discografie (selectie)
- Let's Dance with Ralph Flanagan, Part I  & II (niet eerder uitgekomen opnames), Magic Records, 1996
- Big Band Sounds of Ralph Flanagan, Collector's Choice Music, 1998